# Harju Elekter
Harju Elekter ist ein estnischer Hersteller von Elektroausrüstung wie Schaltschränken und Umspannwerken. Der Hauptabsatzmarkt ist Finnland.

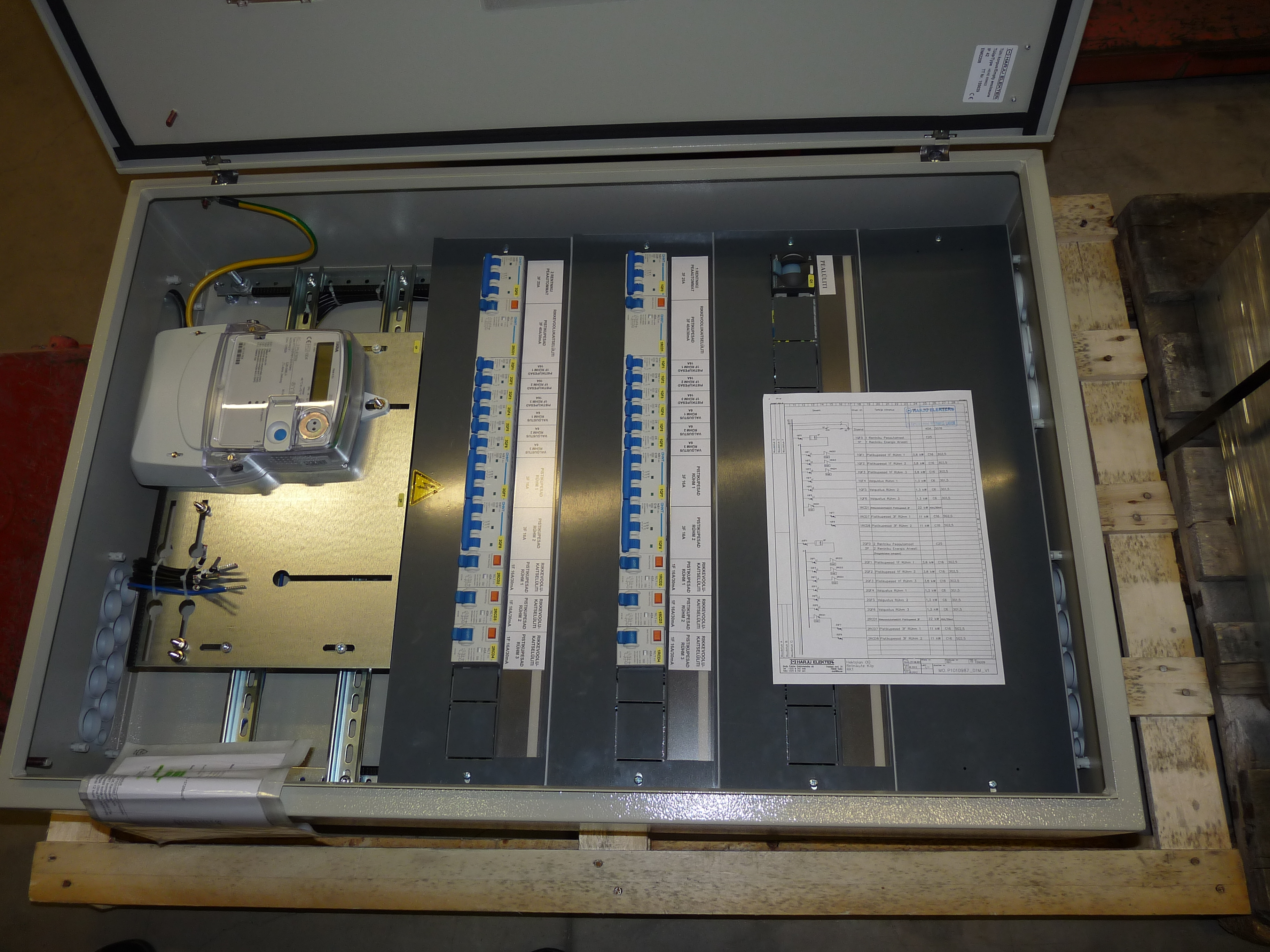
Verteilerkasten von Harju Elekter

## Geschichte
Harju Elekter wurde 1965 gegründet und nahm 1983 den heutigen Namen an.
Das 1992 gegründete Kabelwerk Draka Keila Cables (ein Gemeinschaftsunternehmen mit Nokia) heißt heute Prysmian Group Baltics.
1997 erfolgte der Börsengang von Harju Elekter.

## Firmengruppe
Zur Firmengruppe Harju Elekter Group gehören neben AS Harju Elekter in Keila auch die ebenfalls estnische Energo Veritas, in Finnland die Harju Elekter Oy (früher: Satmatic Oy), die Telesilta Oy und die Harju Elekter Kiinteistöt Oy. In Schweden gehören Harju Elekter AB und Harju Elekter Service AB zur Gruppe und in Litauen Harju Elekter UAB.